# Mormonia belloides
Mormonia belloides är en fjärilsart som beskrevs av Embrik Strand 1914. Mormonia belloides ingår i släktet Mormonia och familjen nattflyn. Inga underarter finns listade i Catalogue of Life.